# Ирголи
Ирголи (итал. Irgoli) — коммуна в Италии, располагается в регионе Сардиния, подчиняется административному центру Нуоро.
Население составляет 2292 человека(30-06-2019), плотность населения составляет 30,44 чел./км². Занимает площадь 75,3 км². Почтовый индекс — 8020. Телефонный код — 0784.
Покровителем коммуны почитается святитель Николай Мирликийский, чудотворец, празднование 6 декабря.

## Примечание
1. ↑  Statistiche demografiche ISTAT. demo.istat.it. Дата обращения: 22 ноября 2019. Архивировано из оригинала 24 июля 2019 года.